# تشارلز أ. زيمارمان
تشارلز أ. زيمارمان (بالإنجليزية: Charles A. Zimmermann)‏ هو زمّار وملحن وعازف كمان أمريكي، ولد في 22 يوليو 1862، وتوفي في 16 يناير 1916.

## وصلات خارجية
- تشارلز أ. زيمارمان على موقع ميوزك برينز (الإنجليزية)
- تشارلز أ. زيمارمان على موقع ديسكوغز (الإنجليزية)